# Meidzsi japán császár
Meidzsi császár (明治天皇, Meidzsi tennó) (1852. november 3. – 1912. július 30.) a hagyományos öröklődés alapján Japán császára, aki 1867. február 3-ától haláláig uralkodott.
Elődeihez hasonlóan halála után posztumusz nevén nevezik. Halálakor egy újonnan kialakult szokás szerint posztumusz nevét az alapján határozták meg, hogy melyik korszakban volt császár: mivel a Meidzsi-korszakban (a Meidzsi szó jelentése felvilágosult kormányzat) uralkodott, ezért a Meidzsi császár nevet kapta. Élete során a Mucuhito nevet használta, bár Japánon kívül néha még ma is így emlegetik. Japánon belül azonban csak Meidzsinek hívják, mivel ott személyes nevének használata illetlenségnek számít.

## Élete
Meidzsi Kómei császár és udvarhölgye, Nakajama Josiko fiaként született. A császár gyerekei közül ő volt az egyetlen, aki megérte a felnőttkort. Nyolc hónappal Matthew C. Perry sorhajókapitány és az amerikai fekete hajók érkezése és két évvel amerikai–japán szerződés megkötése előtt született. Ifjúkorában Szacsi no mija (Szacsi herceg) volt a neve. Gyermekkora nagy részét a Nakajama-háznál, Kiotóban töltötte: akkoriban szokás volt, hogy a császár gyerekeit előkelő udvarbeliek családjánál nevelték fel.

## Meidzsi-restauráció
A Meidzsi-reformok szimbolikus vezéregyénisége maga Meidzsi császár volt. A restauráció véget vetett a Tokugava-sógunátus több mint két és fél évszázados uralmának. Az ötcikkelyes eskü, amely az új kormányzat természetét határozta meg, megszüntette a feudalizmust és új, modern kormányzatot hirdetett ki. Bár megalakult a parlament, annak és a császárnak sem volt jelentős hatalma: az igazi erőt azok a daimjók és szamurájok birtokolták, akik a restaurációt vezették. A császári székhely Kiotó helyett a Tokió nevet felvevő Edó lett. Meidzsi császár hosszú idő után az első uralkodó lett, aki még 50 évesen is a trónon ülhetett.
Mind a mai napig Meidzsi császár szerepe a reformokban vitatott. Biztosan nem ő irányította Japánt, de hogy mekkora befolyása volt, nem tudható. Az sem ismeretes, hogy támogatta-e vagy sem az első kínai–japán háborút vagy az orosz–japán háborút.